# Лемба
Лемба је дистрикт у Републици Сао Томе и Принципе. Има око 9.800 становника и површину од 229 km². Главни град дистрикта је Невес.

Становништво дистрикта
- 1940 6.885 (11,4% укупне популације државе)
- 1950 6.196 (10,3% укупне популације државе)
- 1960 6.196 (9,7% укупне популације државе)
- 1970 6.206 (8,4% укупне популације државе)
- 1981 7.905 (8,2% укупне популације државе)
- 1991 9.016 (7,7% укупне популације државе)
- 2001 10.696 (7,8% укупне популације државе)